# 2007年委內瑞拉修憲公投

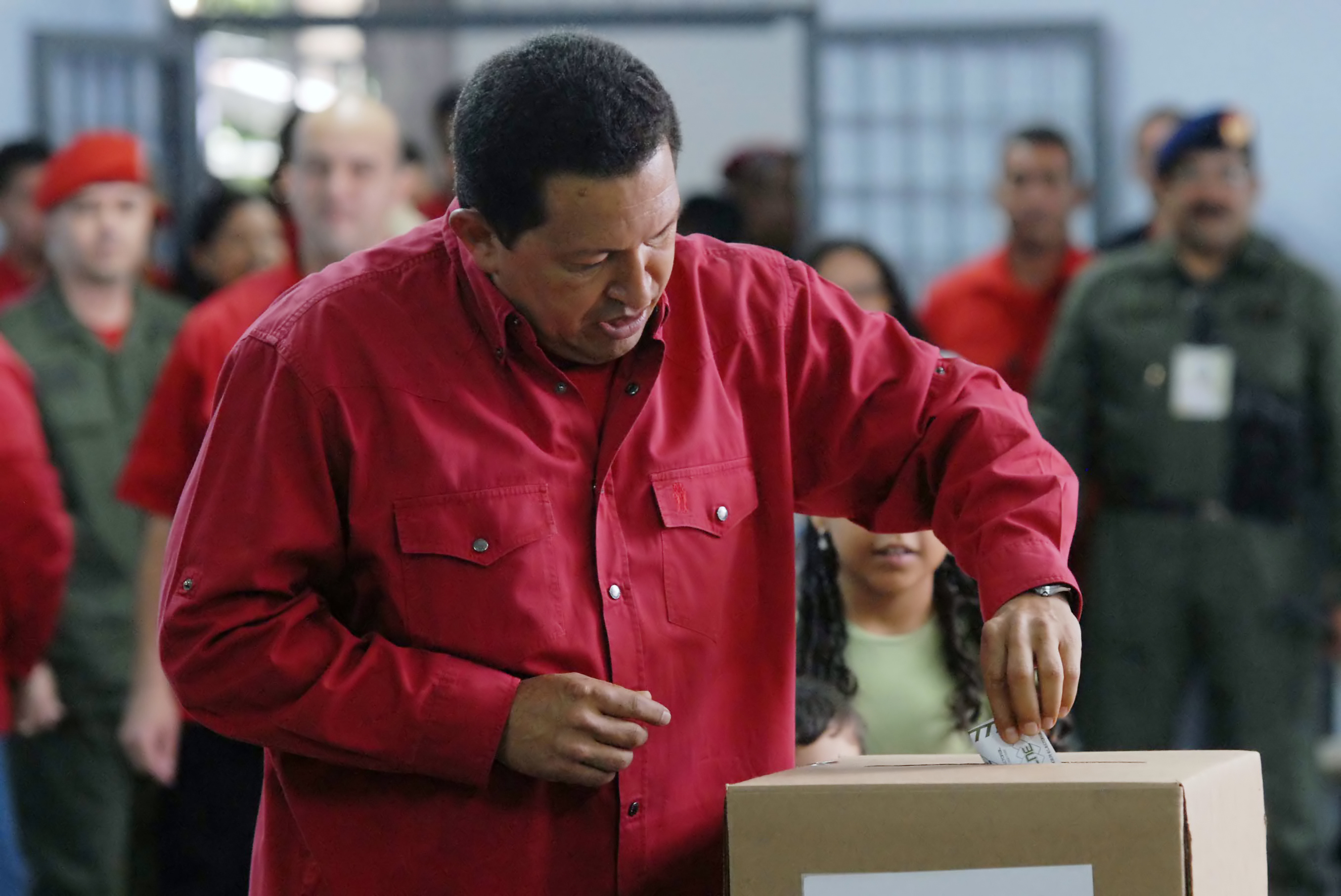
委內瑞拉總統烏戈·查韋斯進行投票

委內瑞拉於2007年12月2日舉行修憲公投，其最終提案包括69項憲法修正案，分兩部分進行表決：33項最初由時任委內瑞拉總統烏戈·查韋斯的提出，加上國民議會提出的另外13項條款（提案A）和國民議會提出的另外23項改革條款（提案B）。根據查韋斯的說法，國家需要進行改革，以啟動向社會主義國家的轉變；批評者則稱他正在利用改革成為獨裁者。
提議的主要修改包括取消總統任期限制和將總統任期從六年增加到七年。此外，每日的工作時數也將從八小時減少至六小時。
此次修憲案在委內瑞拉遇到較大的阻力，包括一些傳統政黨的政治人物、天主教會領袖、私人媒體負責人均表態反對，大學生也多次舉行反對修憲的示威活動。最終選舉結果，51%的選票反對修正案的實施。這次失敗是查維韋斯執政九年以來首次在選舉中失利。

## 公投結果

各市鎮公投結果：
兩項提案均反對
僅贊成提案A
兩項提案均贊成
無數據

| 提案       | 選項       | 票數       | %     |
| ---------- | ---------- | ---------- | ----- |
| A          | 贊成       | 4,379,392  | 49.29 |
| A          | 反對       | 4,504,354  | 50.70 |
| B          | 贊成       | 4,335,136  | 48.94 |
| B          | 反對       | 4,522,332  | 51.05 |
| 總有效票數 | 總有效票數 | 8,883,746  | 98.68 |
| 無效票     | 無效票     | 118,693    | 1.32  |
| 總票數     | 總票數     | 9,002,439  | 55.89 |
| 棄權       | 棄權       | 7,107,225  | 44.11 |
| 註冊選民   | 註冊選民   | 16,109,664 |       |

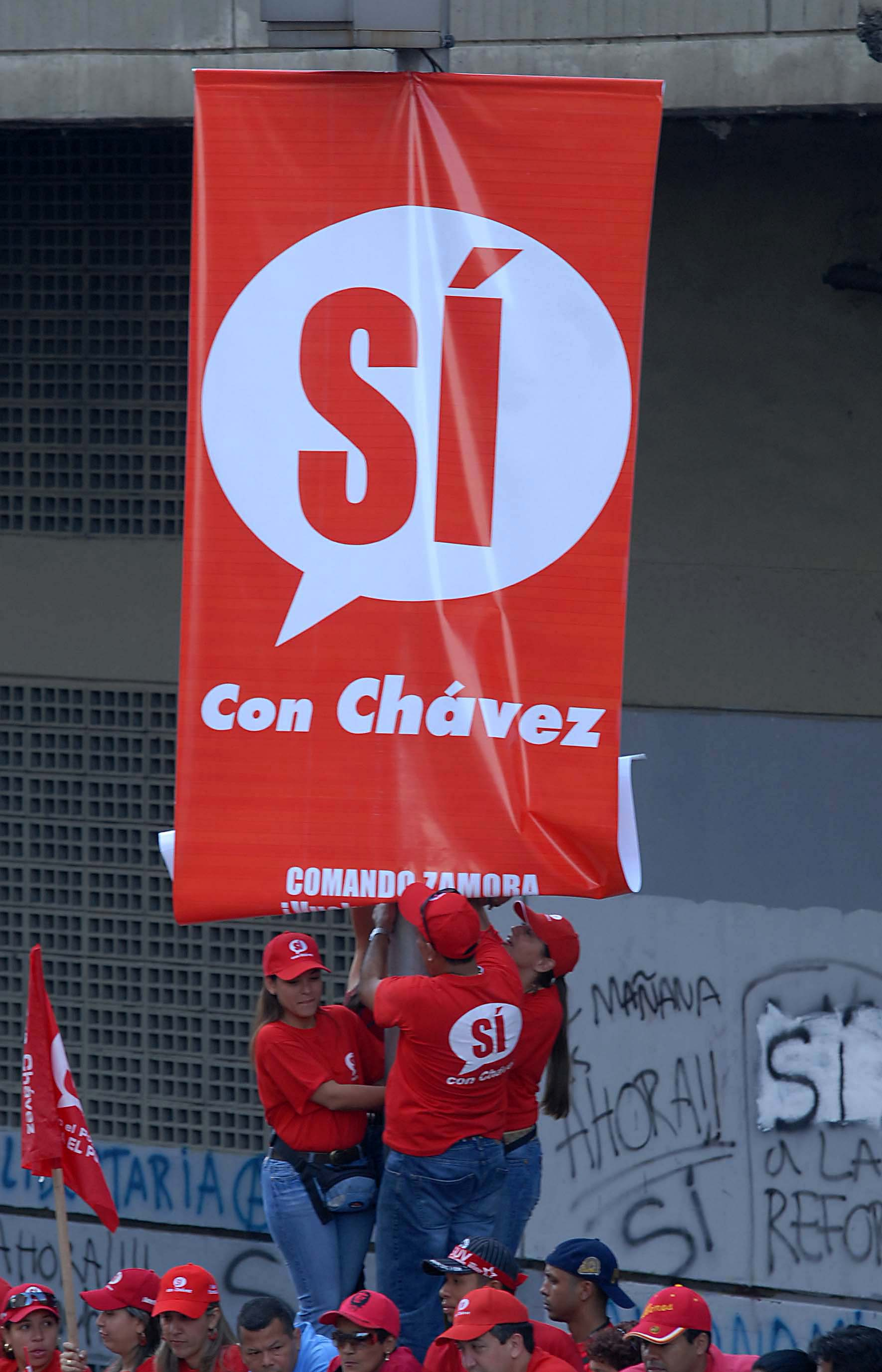
查維茲的支持者手舉“贊成”標語
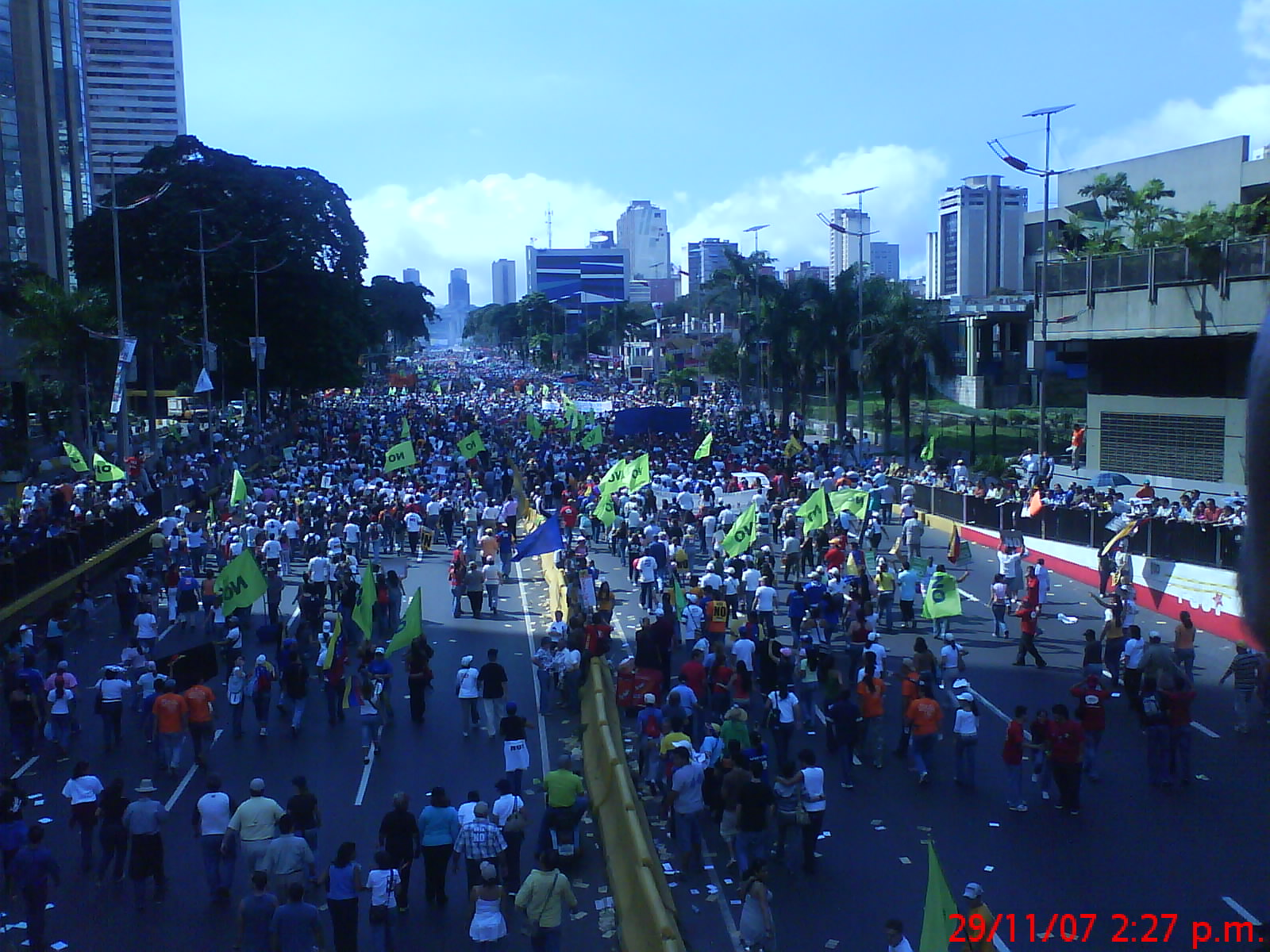
2007年11月29日，反對修憲者舉行集會
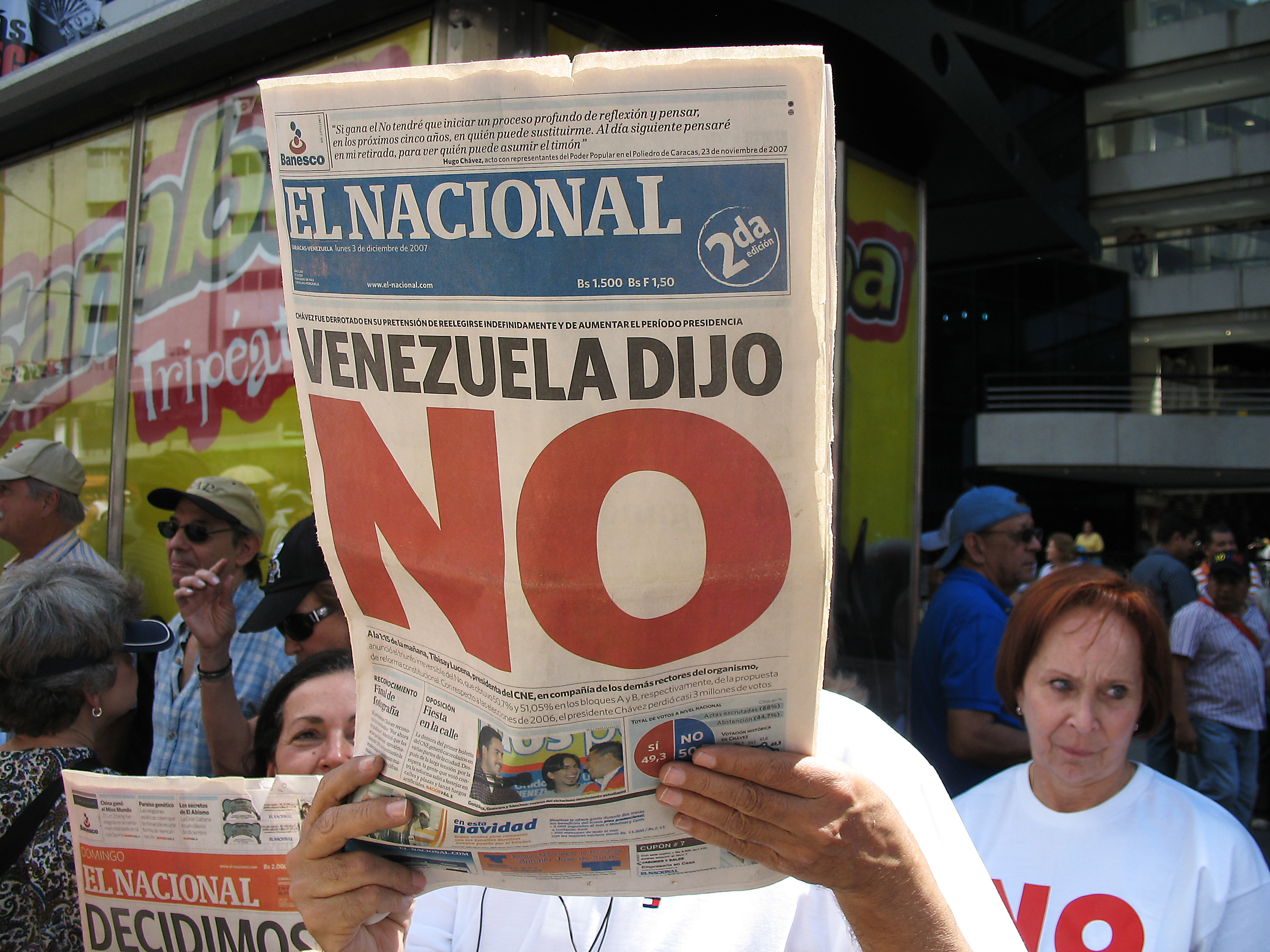
公投結束後的《國家報（英语：El Nacional (Venezuela)）》頭版：“委內瑞拉說"不"（Venezuela dijo NO）”